# エウヒッペー
エウヒッペーあるいはエウイッペー（古希: Εὐίππη, Euippē）は、ギリシア神話の女性である。長音を省略してエウイッペ、エウヒッペとも表記される。主に、
- ピーエロスの妻
- ダナオスの娘
- ダナオスの娘
- レウコーンの娘
- テュリムマースの娘

のほか数人が知られている。以下に説明する。

## ピーエロスの妻
このエウイッペーは、オウィディウスの『変身物語』によるとパイオニア地方出身の女性である。マケドニア地方の都市ペラの王ピーエロスの妻で、ピーエリデスと呼ばれる9人の娘たちの母となった。エウヒッペーは9度の出産で娘たちを生んだが、娘たちは芸術の女神ムーサたちと技を競って敗れた。彼女たちはその傲慢さを罰せられ、カササギに変えられた。

## ダナオスの娘
このエウイッペーは、アルゴスの王ダナオスの50人の娘ダナイデスの1人。母親はエティオピア出身の女性で、ペイレーネー、ドーリオン、パルティス、ムネーストラー、アナクシビエー、ネーローと姉妹。エジプト王アイギュプトスの50人の子の1人アルギオスあるいはアゲーノールと結婚した後に、夫を殺した。
このエウイッペーは、アルゴスの王ダナオスの50人の娘ダナイデスの1人。母親は水のニュムペー（ナーイアス）のポリュクソーで、アウトノエー、テアーノー、エーレクトラー、クレオパトラー、エウリュディケー、グラウキッペー、アンテーレイア、クレオドーレー、エラトー、ステュグネー、ブリュケーと姉妹。エジプト王アイギュプトスの50人の子の1人イムブロスあるいはアゲーノールと結婚した後に、夫を殺した。

## レウコーンの娘
このエウイッペーは、ボイオーティア地方の都市オルコメノスの王アタマースの子レウコーンの娘で、エリュトラース、ペイシディケー他と兄弟。オルコメノスの最初の王アンドレウスと結婚し、エテオクレースを生んだ。ただしエテオクレースの本当の父は河神ケーピーソスであったという。なお、エウイッペーたち姉妹はイーノーの死後にディオニューソスを養育したらしい。

## テュリムマースの娘
このエウイッペーは、エーペイロス地方の王テュリムマースの娘で、イタケー島の王オデュッセウスとの間にエウリュアロスを生んだ。
ニーカイアのパルテニオスによると、オデュッセウスはドードーナで神託を授かるためにエーペイロス地方を訪れたとき、テュリムマース王から親切に遇された。しかしオデュッセウスは王女であるエウヒッペーを誘惑し、2人の間にエウリュアロスが生まれた。エウヒッペーは息子が成長すると、オデュッセウスの息子である証を持たせてイタケー島に送り出した。しかしこのときオデュッセウスは留守にしており、オデュッセウスとエウヒッペーの関係を知っていた妻ペーネロペーは、夫が帰国するとエウリュアロスがオデュッセウスに対して策謀を巡らせていると説得し、夫に息子を殺させた。テッサロニーケーのエウスタティオスによると、この息子はレオントプローンあるいはドリュクロスという名前で、オデュッセウスではなくその息子テーレマコスに殺されたという。

## その他の女性
- イタリア人の王ダウノスの娘。ディオメーデースの異母兄弟アライノスに愛された[17]。
- モロスの妻で、メーリオネースの妻[18]。